# Washington-tavi Műszaki Intézet
A Washington-tavi Műszaki Intézet (Lake Washington Institute of Technology, LWTech) állami fenntartású felsőoktatási intézmény az USA Washington államának Kirkland városában. Washington állam intézményei közül itt az egyik legmagasabb a diplomaszerzési arány.
2017-ben megállapodtak egy Brit Columbia-i és egy oregoni intézménnyel, hogy a Cascadia Innovation Corridor cégei számára képeznek szakembereket. Az év októberében az egyetemen diverzitásközpont nyílt.

## Története
Az 1949-ben alapított felnőttképzési intézményben kezdetben varrói, majd mérnöki és autószerelői képzéseket is indítottak. 1978-ban az adófizetők megszavazták az iskola bővítését; az új épületet 1983-ban adták át. Az intézmény 1991. szeptember 1-jétől bocsáthat ki képesítéseket. 1996 őszén fogorvosi képzés indult.
Az új adminisztrációs épületet 1994-ben adták át, ami mellett 2012-ben új oktatási létesítmény épült, ahol húsz tanterem és többszintes könyvtár található. A bővítésért az intézmény, a hallgatók és a régió munkáltatói igényeinek figyelembevételével a Harry Cummings of Cummings & Associates felelt. 2004-ben Redmondban az egykori fegyverjavító helyén kétezer négyzetméteres bővítést hajtottak végre. A campus 2017-ben bezárt, az épületet bérbe adták Redmond városnak.
A Christine Gregoire kormányzó által 2011. április 18-án aláírt törvényjavaslattal az intézmény nevében a főiskola szó intézetre változott; a módosítás 2011. július 22-én lépett életbe.
Az egészségtudományi központot 2011-ben adták át.

## Oktatás
A kurzuskínálatot az aktuális munkaerőpiaci igények szerint alakítják; több mint negyven képzési területen száz képesítést kínálnak. 2009 óta temetkezési szakembereket (temetkezési vállalkozó és balzsamozó) is képeznek.

## Közösségi rendezvények

### Erőforrásbörze
A környező városokkal és szervezetekkel közösen havonta megrendezett erőforrásbörzén a rászorulóknak lakhatási, pszichológiai, fogászati és egyéb tanácsadást nyújtanak.

### Állásbörze
A King és Snohomish megyék közreműködésével tartott állásbörzére tavasszal és ősszel kerül sor.

### Növénypiac
A kertészeti hallgatók által megrendezett növénypiacon virágokat, zöldségeket és gyógynövényeket árulnak.

### Javítóműhely
A Repair Cafe során a hozzáértők háztartási eszközök és ruhák javítását vállalják.

## Fordítás
- Ez a szócikk részben vagy egészben  a   Lake Washington Institute of Technology című angol Wikipédia-szócikk ezen változatának fordításán alapul.  Az eredeti cikk szerkesztőit annak laptörténete sorolja fel. Ez a jelzés csupán a megfogalmazás eredetét és a szerzői jogokat jelzi, nem szolgál a cikkben szereplő információk forrásmegjelöléseként.